# 五十嵐有紗
五十嵐有紗（日语：／ Igarashi Arisa，1996年8月1日—），原姓東野，日本女子羽毛球運動員，亦為現役日本國家羽毛球隊（A隊）成員。北海道岩見澤市出生，畢業於富岡第一中学校及福島縣立富岡高等學校。2015年4月加入日本Unisys株式會社，並為旗下羽毛球部的成員，2022年4月1日，日本Unisys株式會社改名為BIPROGY株式會社。
東野有紗專攻雙打，她與渡邊勇大被球迷暱稱為「東渡」組合，兩人曾獲得三届全英羽毛球公开赛混合雙打冠軍，2020年东京奥运会和2024年巴黎奥运会铜牌，最高世界排名第1（2022年11月8日）。

## 球員生涯
2011年，東野有紗代表猪苗代町立猪苗代中学校參加全國中學校羽球大會，與濱北もも一起獲得女子雙打冠軍，同時也獲得女子團體冠軍，隊友包括獲得女子單打冠軍的大堀彩。
2013年7月，東野有紗代表日本参加马来西亚沙巴州亞庇市举办的亞洲青年羽毛球錦標賽，助隊伍贏得混合團體季軍。
2014年2月，東野有紗代表日本参加臺灣臺北市举办的亞洲青年羽毛球錦標賽，助隊伍贏得混合團體季軍。同年4月，她再次在世界青年羽毛球錦標賽，助隊伍贏得混合團體季軍；此外，还與青年期的渡邊勇大合作赢得混合雙打季軍。
2015年7月，東野有紗分别与星千智以及渡邊勇大出战俄羅斯羽毛球大獎賽，在女双準决赛以1比2（11-21、22-20、16-21）不敌赛会2号种子、德国强档的乔安娜·格里斯威斯基/卡拉·尼尔特；而在混双决赛以0比2（13-21、21-23）不敌马来西亚强档的陳炳順/吳柳螢，赢得亚军。
2016年5月，東野有紗與渡邊勇大出戰越南羽毛球國際賽，在混雙決賽以2比0（21-16、21-14）擊敗泰国的提恩·伊斯里亚内特/帕冲攀·磋楚翁，夺得其首个国际赛双打冠軍。
2017年3月，東野有紗與渡邊勇大出戰全英羽毛球首要超級賽，首圈它们将面对印尼的次号组合的挑战，结果激战三局以2比1（21-17、19-21、21-12）淘汰了赛会4号种子印尼的普拉文·乔丹/戴比·苏珊托。次圈，以2比0 （21-13、21-18）轻松战胜了波蘭老将组合的罗伯特·马特斯亚克/娜蒂斯达·希尔巴。在八强中，同样打满三局以2-1 （21-17、18-21、22-20）险胜了韩国的柳延星/金荷娜。在準决赛中，以0-2（17-21、15-21）不敌马来西亚首号组合的陳炳順/吳柳螢，首次闯入四强的佳绩。同年7月，她與中西貴映出戰美國羽毛球黃金大獎賽，在女雙準决赛以0比2（19-21、21-23）不敌赛会7号种子、队友的松本麻佑/永原和可那。同年8月，她參加苏格兰格拉斯哥舉行的世界羽毛球錦標賽，她和渡邊勇大出戰混合双打項目。她與渡邊勇大以16號種子身分出戰，故在首圈輪空，但在次圈以1比2 （13-21、21-16、15-21）負於愛爾蘭共和國的山姆·马吉/克洛伊·马吉，32强止步。
2018年5月，東野有紗與中西貴映出戰紐西蘭羽毛球公開賽，在女雙準决赛以0比2（16-21、9-21）不敌队友的櫻本絢子/高畑祐紀子。同年8月，她代表日本参加印尼雅加达举办的亞洲運動會，跟随队友们赢得亚运会女子團體金牌成员之一。
在2019到2022期間，東野有紗與搭檔渡邊勇大在多項賽事取得不俗的成績。在2021年接連贏下全英羽毛球公開賽混雙冠軍、丹麥羽球公開賽冠軍以及法國羽球公開賽冠軍，再其餘高級別賽事皆闖入四強之內，2021年5月，東野/渡邊出戰2020年夏季奧林匹克運動會，在混雙準決賽以1比2不敵最終金牌得主王懿律/黃東萍；最終在銅牌戰中以2比0擊敗來自香港的鄧俊文/謝影雪，獲得銅牌。
2022年，東野/渡邊在全英羽球公開賽混雙決賽中，以直落2-0（21-19、21-19）擊敗來自中國的東京奧運會混雙冠軍黃東萍/王懿律收穫冠軍，並成為日本史上首組蟬聯全英羽球公開賽冠軍的混雙組合。此外，「東渡」組合更是在2021、2022年連續兩屆闖入世界羽球錦標賽混雙決賽，同年十一月，東渡組合的世界排名短暫登頂，成為日本羽毛球歷史上第一個排名世界第一的混雙組合。
2024年兩人在年初的馬來西亞羽球公開賽戰勝韓國的金元昊/鄭娜銀獲得冠軍，也是日本羽球歷史上首次有混雙在此奪冠，其後兩人在同年的全英羽球公開賽奪得亞軍。同年七月的夏季奧林匹克運動會羽毛球混合雙打比賽，兩人在半決賽不敵最終冠軍，一號種子的鄭思維/黃雅瓊，並在銅牌戰中擊敗世界冠軍韓國徐承宰/蔡侑玎獲得第二枚奧運銅牌，也是日本羽球歷史上第一組獲得兩屆奧運獎牌的組合。
同年八月，兩人所屬企業宣布東渡組合在日本公開賽後拆對，此後改與YONEX羽球隊的櫻本絢子搭檔，轉攻女雙。2025年3月，兩人宣布解除搭檔關係，櫻本隨後退出國家隊。

## 個人生活
2024年8月28日在个人社交网站上宣布与同屬Biprogy球隊，現為球隊教練的五十嵐優结婚，同时宣布接下来会转攻女双并且以五十嵐有紗的名义参赛。

## 主要比賽成績
只列出曾進入準決賽的國際賽事成績：
| 年份   | 賽事                     | 公開賽級別 | 項目     | 拍檔     | 成績   |
| ------ | ------------------------ | ---------- | -------- | -------- | ------ |
| 2013年 | 亞洲青年羽毛球錦標賽     | 其他       | 混合團體 | －       | 季軍   |
| 2014年 | 亞洲青年羽毛球錦標賽     | 其他       | 混合團體 | －       | 季軍   |
| 2014年 | 世界青年羽毛球錦標賽     | 其他       | 混合團體 | －       | 季軍   |
| 2014年 | 世界青年羽毛球錦標賽     | 其他       | 混合雙打 | 渡邊勇大 | 季軍   |
| 2015年 | 俄羅斯羽毛球大獎賽       | 大獎賽     | 女子雙打 | 星千智   | 準決賽 |
| 2015年 | 俄羅斯羽毛球大獎賽       | 大獎賽     | 混合雙打 | 渡邊勇大 | 亞軍   |
| 2016年 | 中國羽毛球大師賽         | 黃金大獎賽 | 混合雙打 | 渡邊勇大 | 準決賽 |
| 2016年 | 越南羽毛球國際挑戰賽     | 國際挑戰賽 | 混合雙打 | 渡邊勇大 | 冠軍   |
| 2017年 | 亞洲羽毛球混合團體錦標賽 | 其他       | 混合團體 | －       | 冠軍   |
| 2017年 | 全英羽毛球首要超級賽     | 首要超級賽 | 混合雙打 | 渡邊勇大 | 準決賽 |
| 2017年 | 蘇迪曼盃                 | 其他       | 混合團體 | －       | 季軍   |
| 2017年 | 美國羽毛球黃金大獎賽     | 黃金大獎賽 | 女子雙打 | 中西貴映 | 準決賽 |
| 2018年 | 全英羽毛球公開賽         | 超級1000賽 | 混合雙打 | 渡邊勇大 | 冠軍   |
| 2018年 | 紐西蘭羽毛球公開賽       | 超級300賽  | 女子雙打 | 中西貴映 | 準決賽 |
| 2018年 | 馬來西亞羽球公開賽       | 超級750賽  | 混合雙打 | 渡邊勇大 | 準決賽 |
| 2018年 | 亞洲運動會羽毛球比賽     | 其他       | 女子團體 | －       | 金牌   |
| 2018年 | 日本羽毛球公開賽         | 超級750賽  | 混合雙打 | 渡邊勇大 | 準決賽 |
| 2018年 | 法國羽毛球公開賽         | 超級750賽  | 混合雙打 | 渡邊勇大 | 準決賽 |
| 2018年 | 中國福州羽毛球公開賽     | 超級750賽  | 混合雙打 | 渡邊勇大 | 準決賽 |
| 2018年 | 香港羽毛球公開賽         | 超級500賽  | 混合雙打 | 渡邊勇大 | 冠軍   |
| 2018年 | 世界羽聯世界巡迴賽總決賽 | 總決賽     | 混合雙打 | 渡邊勇大 | 準決賽 |
| 2019年 | 馬來西亞羽毛球大師賽     | 超級500賽  | 混合雙打 | 渡邊勇大 | 冠軍   |
| 2019年 | 印度尼西亞羽毛球大師賽   | 超級500賽  | 混合雙打 | 渡邊勇大 | 準決賽 |
| 2019年 | 全英羽毛球公開賽         | 超級1000賽 | 混合雙打 | 渡邊勇大 | 亞軍   |
| 2019年 | 亞洲羽毛球混合團體錦標賽 | 其他       | 混合團體 | －       | 亞軍   |
| 2019年 | 蘇迪曼盃                 | 其他       | 混合團體 | －       | 亞軍   |
| 2019年 | 澳洲羽毛球公開賽         | 超級300賽  | 混合雙打 | 渡邊勇大 | 準決賽 |
| 2019年 | 泰國羽毛球公開賽         | 超級500賽  | 混合雙打 | 渡邊勇大 | 亞軍   |
| 2019年 | 世界羽毛球錦標賽         | 其他       | 混合雙打 | 渡邊勇大 | 季军   |
| 2019年 | 法國羽毛球公開賽         | 超級750賽  | 混合雙打 | 渡邊勇大 | 準決賽 |
| 2019年 | 中國福州羽毛球公開賽     | 超級750賽  | 混合雙打 | 渡邊勇大 | 準決賽 |
| 2019年 | 香港羽毛球公開賽         | 超級500賽  | 混合雙打 | 渡邊勇大 | 冠軍   |
| 2019年 | 世界羽聯世界巡迴賽總決賽 | 總決賽     | 混合雙打 | 渡邊勇大 | 準決賽 |
| 2021年 | 全英羽毛球公開賽         | 超級1000賽 | 混合雙打 | 渡邊勇大 | 冠軍   |
| 2021年 | 奧林匹克運動會羽毛球比賽 | 其他       | 混合雙打 | 渡邊勇大 | 銅牌   |
| 2021年 | 蘇迪曼盃                 | 其他       | 混合團體 | －       | 亞軍   |
| 2021年 | 優霸盃                   | 其他       | 女子團體 | －       | 亞軍   |
| 2021年 | 丹麥羽毛球公開賽         | 超級1000賽 | 混合雙打 | 渡邊勇大 | 冠軍   |
| 2021年 | 法國羽毛球公開賽         | 超級750賽  | 女子雙打 | 福島由紀 | 準決賽 |
| 2021年 | 法國羽毛球公開賽         | 超級750賽  | 混合雙打 | 渡邊勇大 | 冠軍   |
| 2021年 | 印尼羽毛球大師賽         | 超級750賽  | 混合雙打 | 渡邊勇大 | 準決賽 |
| 2021年 | 印尼羽毛球公開賽         | 超級1000賽 | 混合雙打 | 渡邊勇大 | 亞軍   |
| 2021年 | 世界羽聯世界巡迴賽總決賽 | 總決賽     | 混合雙打 | 渡邊勇大 | 亞軍   |
| 2021年 | 世界羽毛球錦標賽         | 其他       | 混合雙打 | 渡邊勇大 | 亞軍   |
| 2022年 | 全英羽毛球公開賽         | 超級1000賽 | 混合雙打 | 渡邊勇大 | 冠軍   |
| 2022年 | 亞洲羽毛球錦標賽         | 其他       | 混合雙打 | 渡邊勇大 | 季軍   |
| 2022年 | 泰國羽毛球公開賽         | 超級500賽  | 混合雙打 | 渡邊勇大 | 準決賽 |
| 2022年 | 印尼羽毛球公開賽         | 超級1000賽 | 混合雙打 | 渡邊勇大 | 亞軍   |
| 2022年 | 世界羽毛球錦標賽         | 其他       | 混合雙打 | 渡边勇大 | 亞軍   |
| 2022年 | 日本羽毛球公開賽         | 超級750賽  | 混合雙打 | 渡邊勇大 | 亞軍   |
| 2023年 | 馬來西亞羽毛球公開賽     | 超級1000賽 | 混合雙打 | 渡邊勇大 | 亞軍   |
| 2023年 | 印度羽毛球公開賽         | 超級750賽  | 混合雙打 | 渡邊勇大 | 冠軍   |
| 2023年 | 蘇迪曼盃                 | 其他       | 混合團體 | －       | 季軍   |
| 2023年 | 新加坡羽毛球公開賽       | 超級750賽  | 混合雙打 | 渡邊勇大 | 亞軍   |
| 2023年 | 印尼羽毛球公開賽         | 超級1000賽 | 混合雙打 | 渡邊勇大 | 亞軍   |
| 2023年 | 韓國羽毛球公開賽         | 超級500賽  | 混合雙打 | 渡邊勇大 | 準決賽 |
| 2023年 | 日本羽毛球公開賽         | 超級750賽  | 混合雙打 | 渡邊勇大 | 冠軍   |
| 2023年 | 世界羽毛球錦標賽         | 其他       | 混合雙打 | 渡邊勇大 | 季軍   |
| 2023年 | 亞洲運動會羽毛球比賽     | 其他       | 女子團體 | －       | 銅牌   |
| 2023年 | 亞洲運動會羽毛球比賽     | 其他       | 混合雙打 | 渡邊勇大 | 銀牌   |
| 2023年 | 法國羽毛球公開賽         | 超級750賽  | 混合雙打 | 渡邊勇大 | 準決賽 |
| 2023年 | 日本熊本羽毛球大師賽     | 超級500賽  | 混合雙打 | 渡邊勇大 | 準決賽 |
| 2023年 | 世界羽聯世界巡迴賽總決賽 | 總決賽     | 混合雙打 | 渡邊勇大 | 準決賽 |
| 2024年 | 馬來西亞羽毛球公開賽     | 超級1000賽 | 混合雙打 | 渡邊勇大 | 冠軍   |
| 2024年 | 全英羽毛球公開賽         | 超級1000賽 | 混合雙打 | 渡邊勇大 | 亞軍   |
| 2024年 | 奧林匹克運動會羽毛球比賽 | 其他       | 混合雙打 | 渡邊勇大 | 銅牌   |
| 2025年 | 印度羽毛球公開賽         | 超級750賽  | 女子雙打 | 櫻本絢子 | 冠軍   |
| 2025年 | 亞洲羽毛球混合團體錦標賽 | 其他       | 混合團體 | －       | 季軍   |
| 2025年 | 蘇迪曼盃                 | 其他       | 混合團體 | －       | 季軍   |

| 2007-2017年 | 首要超級賽 | 超級賽 | 黃金大獎賽 | 大獎賽 | 國際挑戰賽 | 國際系列賽 | 未來系列賽 | 其他 |

| 2018-2026年 | 總決賽 | 超級1000賽 | 超級750賽 | 超級500賽 | 超級300賽 | 超級100賽 | 國際挑戰賽 | 國際系列賽 | 未來系列賽 | 其他 |

### 奧運會和世錦賽參賽紀錄
|          | 搭檔     | 2017 | 2018 | 2019 | 2020 | 2021 | 2022 | 2023 | 2024 |
| -------- | -------- | ---- | ---- | ---- | ---- | ---- | ---- | ---- | ---- |
| 混合雙打 | 渡邊勇大 | 32強 | 16強 | 季軍 | 銅牌 | 亞軍 | 亞軍 | 季軍 | 銅牌 |

## 主要對賽记錄
東野有紗與主要對手的對賽成績如下（只列出對賽五次或以上對手，截至2024年1月14日）：：
混雙 - 渡邊勇大
| 對手                | 對賽次數 | 對賽結果 | 對賽結果 | 總計 |
| 對手                | 對賽次數 | 勝       | 負       | 總計 |
| ------------------- | -------- | -------- | -------- | ---- |
| 金子祐树 松友美佐纪 | 6        | 5        | 1        | +4   |
| 山下恭平 篠谷菜留   | 3        | 3        | 0        | +3   |
| 綠川大輝 齋藤夏     | 1        | 1        | 0        | +1   |
| 總計                | 10       | 9        | 1        | +8   |

| 對手                                       | 對賽次數 | 對賽結果 | 對賽結果 | 總計 |
| 對手                                       | 對賽次數 | 勝       | 負       | 總計 |
| ------------------------------------------ | -------- | -------- | -------- | ---- |
| 郑思维 黄雅琼                              | 20       | 5        | 15       | -10  |
| 王懿律 黄东萍                              | 14       | 3        | 11       | -8   |
| 邓俊文 谢影雪                              | 19       | 17       | 2        | +15  |
| 德差蓬·保乌拉努科 沙西丽·德拉达那猜        | 14       | 9        | 5        | +4   |
| 徐承宰 蔡侑玎                              | 11       | 7        | 4        | +3   |
| 陈健铭 賴沛君                              | 11       | 8        | 3        | +4   |
| 陈炳顺 吴柳莹                              | 9        | 5        | 4        | +1   |
| 马蒂亚斯·克里斯蒂安森 亚历山德拉·博尔      | 9        | 7        | 2        | +5   |
| 哈菲茲·費薩爾 格羅里亞·埃馬努埃萊·維德佳佳 | 6        | 5        | 1        | +4   |
| 何济霆 杜玥                                | 6        | 4        | 2        | +2   |
| 吴埙阀 赖洁敏                              | 5        | 4        | 1        | +3   |
| 克里斯·爱德考克 加布里·爱德考克            | 5        | 4        | 1        | +3   |
| 普拉文·乔丹 梅拉蒂·达伊瓦·奥克塔维亚尼     | 5        | 3        | 2        | +1   |
| 金元昊 鄭娜銀                              | 5        | 2        | 3        | -1   |
| 羅賓·塔博林 塞萊娜·皮克                    | 5        | 4        | 1        | +3   |
| 葉宏蔚 李佳馨                              | 5        | 3        | 2        | +1   |
| 总计                                       | 328      | 234      | 94       | +24  |